# Módulo CAM
O Módulo CAM (Centrifuge Accommodations Module) é um módulo da Estação Espacial Internacional (ISS) cancelado que proporcionaria gravidade controlada para experiências como:
- Exposição de espécies biológicas variadas a níveis de gravidade artificial entre 0.01g e 2g;
- Proporcionar simultaneamente dois níveis de gravidade distintos;
- Proporcionar ambientes g-parcial e hiper-g a espécies para investigação dos efeitos da alteração de gravidade e desvios gravitacionais.
- Proporicionar ambientes g-parcial e hiper-g de curta duração para espécies para investigação dos efeitos temporais da exposição gravitacional.
- Proporcionar um ambiente de simulação terrestre na ISS para isolar os efeitos da microgravidade nas espécies.
- Proporcionar um ambiente de simulação terrestre na ISS para analisar a recuperação das espécies dos efeitos causados pela microgravidade.
- Proporcionar controlo de 1g sobre as espécies em microgravidade.

O módulo CAM, cujo acoplamento seria com o módulo Node 2 da ISS, foi cancelado em 2005 juntamente com o Módulo Habitacional (HM) e o Veículo de Evacuação de Tripulação (CRV) devido à derrapagem dos custos e dificuldades de coordenação com os voos de montagem.
Encontra-se atualmente em exibição no Centro Espacial de Tsukuba, no Japão.